# Ophtalmologie dans l'Égypte antique
Les connaissances de l'ophtalmologie en Égypte antique se limitaient à la prunelle, la sclérotique, et aux aspects externes, paupières, cils et sourcils ; les Égyptiens ignoraient presque tout de la structure interne de l'œil : corps vitré, rétine et nerf optique.

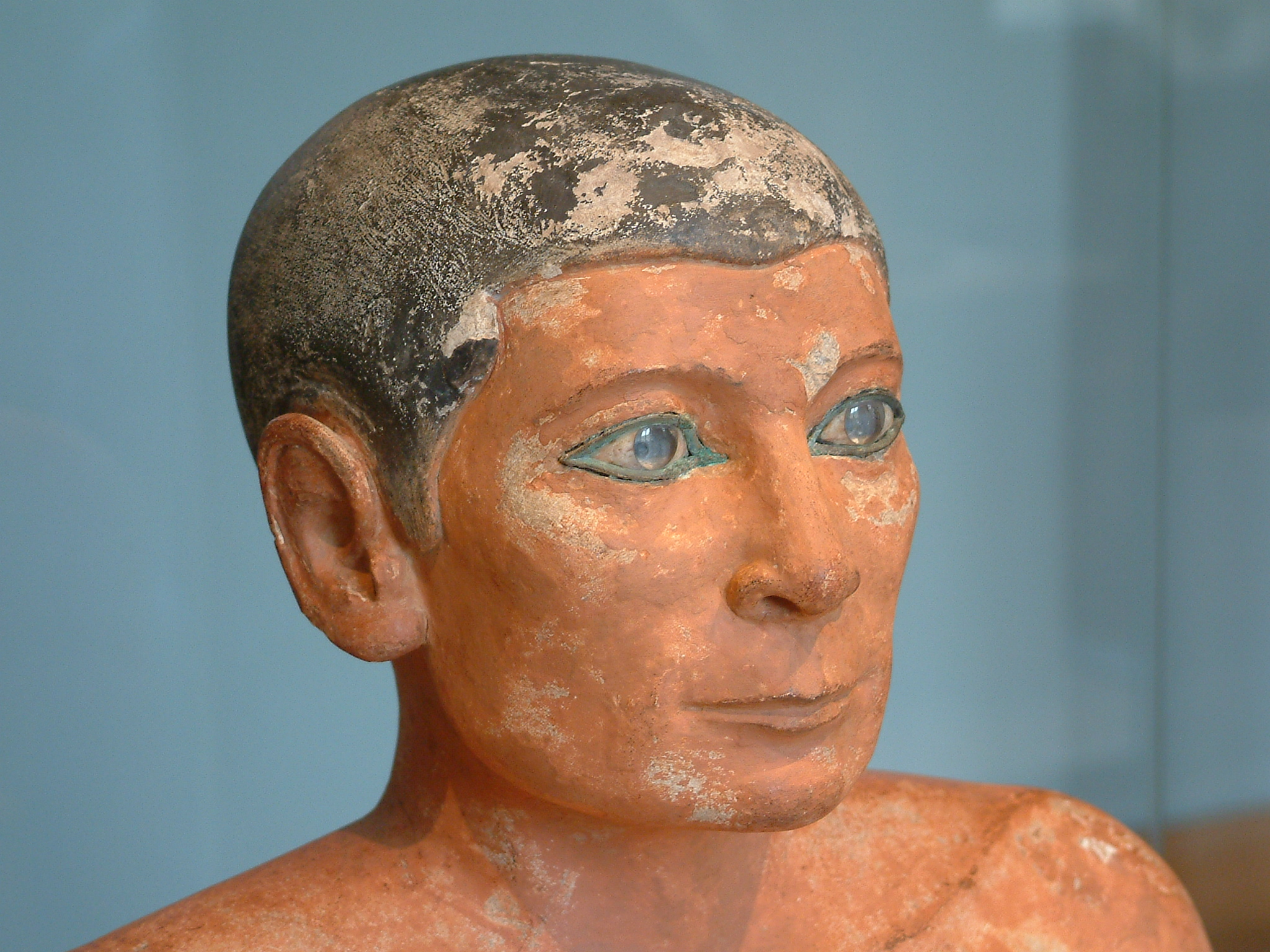
Le Scribe accroupi (Musée du Louvre)

- les paupières sont nommées le « dos de l'œil » ;
- le blanc de l'œil était déjà appelé sclérotique ;
- l'iris était observé, certains textes indiquent que son examen permettait de découvrir le sexe du fœtus ;
- la pupille était nommée « la jeune fille (qui) est dans l'œil », du fait de l'image de personnes se reflétant sur la cornée au niveau du fond noir de la pupille[1].

Malgré l'habileté des artisans-émailleurs de l'Ancien Empire, qui fabriquaient à la perfection des yeux de verre et d'émail pour les statues (voir ci-contre ceux du Scribe accroupi du Musée du Louvre), rien ne permet de dire que ces objets aient été utilisés dans la prothèse oculaire.
Depuis la Ire dynastie, des textes mentionnent les soins donnés aux yeux, mêlés de pratiques magiques : Thot, dieu de la science et de la médecine est l'ancêtre des ophtalmologistes ; d'après la mythologie il aurait remis en place l'œil d'Horus arraché lors de son combat contre Seth, et déclare « Je suis Thot, le médecin de l'œil d'Horus ».
Plus tard, sous Pépi Ier (VIe dynastie), sur une stèle funéraire, un homme est représenté tantôt assis, tantôt marchant, avec cette inscription dédicatoire : « Pépi-ânkh-iri, directeur et doyen des médecins royaux, médecin des yeux du palais, gardien de l'orifice intestinal, celui qui prépare le bon, celui qui maîtrise les scorpions ».
Le papyrus Ebers et le papyrus de Londres contiennent plusieurs incantations magiques, à répéter plusieurs fois lors de l'application d'un collyre. La même incantation qui sauvait l'œil d'Horus dans sa lutte contre Seth, était censé pouvoir rendre la lumière aux malades des yeux.